# 東桑代克 (緬因州)
東桑代克（英語：East Thorndike）是位於美國緬因州瓦多縣的一個非建制地區。

## 地理
東桑代克所處的海拔為高於海平面162米（即531英呎），而該地所採用的時區為UTC-5，即北美东部時區（EST）。同時該地設有夏令時間，為UTC-5調快一小時，即UTC-4（EDT）。